# Comité du Peuple de Siam
 (signalé en mai 2025).
Si vous disposez d'ouvrages ou d'articles de référence ou si vous connaissez des sites web de qualité traitant du thème abordé ici, merci de compléter l'article en donnant les références utiles à sa vérifiabilité et en les liant à la section « Notes et références ».
- Archive Wikiwix
- Bing
- Cairn
- DuckDuckGo
- E. Universalis
- Gallica
- Google
- G. Books
- G. News
- G. Scholar
- Persée
- Qwant
- (zh) Baidu
- (ru) Yandex
- (wd) trouver des œuvres sur Wikidata

Siam
 2e cabinet
(Manopakon Nitithada I)
Le Comité du Peuple de Siam (thaï : คณะกรรมการราษฎร ; RTGS : Khana Kamkan Ratsadon) est un gouvernement provisoire siamois formé le 28 juin 1932 à la suite de la révolution siamoise de 1932. Il s'agit du premier gouvernement du Royaume de Siam (aujourd'hui, de la Thaïlande).
Manopakon Nitithada est nommé premier « Président du Comité du Peuple », ce qui correspondrait aujourd'hui au titre de Premier ministre, par le Khana Ratsadon (thaï : คณะราษฎร), groupe militaire ayant initié les révoltes contre la monarchie absolue. Plusieurs membres de ce groupe ont d'ailleurs fait partie de ce gouvernement provisoire. Sa position est confirmée par une législature provisoire de la Chambre des représentants le 28 juin 1932, date à laquelle cette même Chambre débute sa législature avec 70 militaires désignés.
Le gouvernement prend fin le 10 décembre 1932, date à laquelle la constitution de 1932 a été promulguée. Le premier gouvernement Manopakon Nitithada lui succède.

## Composition
| Fonction                      | Nom                   |
| ----------------------------- | --------------------- |
| Président du Comité du Peuple | Manopakon Nitithada   |
| Membre du Comité du Peuple    | Wan Jarupa            |
| Membre du Comité du Peuple    | Thianliang Huntrakul  |
| Membre du Comité du Peuple    | Phot Phahonyothina    |
| Membre du Comité du Peuple    | Thep Phanthumsena     |
| Membre du Comité du Peuple    | Sala Emasiria         |
| Membre du Comité du Peuple    | Wong Bunlong          |
| Membre du Comité du Peuple    | Wan Chuthina          |
| Membre du Comité du Peuple    | Plaek Khittasangkaa   |
| Membre du Comité du Peuple    | Sin Kamonnawina       |
| Membre du Comité du Peuple    | Pridi Banomyonga      |
| Membre du Comité du Peuple    | Detch Sanitwong       |
| Membre du Comité du Peuple    | Tua Laphanukroma      |
| Membre du Comité du Peuple    | Prayoon Phamonmontria |
| Membre du Comité du Peuple    | Naeb Phahonyothina    |

a  Membre du Khana Ratsadon.